# Chứng nhận hoàng gia
Chứng nhận hoàng gia là một chứng quyền được Hoàng gia chứng thực trao tặng cho những thương nhân hoặc doanh nghiệp chuyên cung cấp hàng hóa và cung ứng dịch vụ chính thức cho Hoàng gia. Ý nghĩa của vinh dự này nằm ở chỗ trao con dấu thương hiệu chắc chắn rằng hoạt động thương mại đã được phục vụ, hoặc đang thực hiện các dịch vụ cho Hoàng gia. Biểu tượng Chứng nhận hoàng gia mang lại rất nhiều uy tín cho hoạt động của một đại diện nào đó sở hữu.
Tuy nhiên một số ngành nghề hoặc một vài doanh nghiệp cố định không đủ điều kiện để nhận được dấu hiệu công nhận như nhân viên ngân hàng, kế toán, cơ quan chính phủ, cơ quan truyền thông hoặc các địa điểm giải trí như nhà hát, nhà hàng, quán rượu.
Các quốc gia quân chủ hiện còn trao tặng Chứng nhận hoàng gia bao gồm Vương quốc Anh, Hà Lan, Bỉ, Luxembourg, Monaco, Đan Mạch, Thụy Điển và Nhật Bản.
Thông thường, dòng chữ "By The Appointment of..." sẽ xuất hiện bên dưới huy hiệu khi được hiển thị công khai, cùng với người cấp chứng quyền và hàng hóa nào được trao vinh dự.

## Quốc gia

### Bỉ

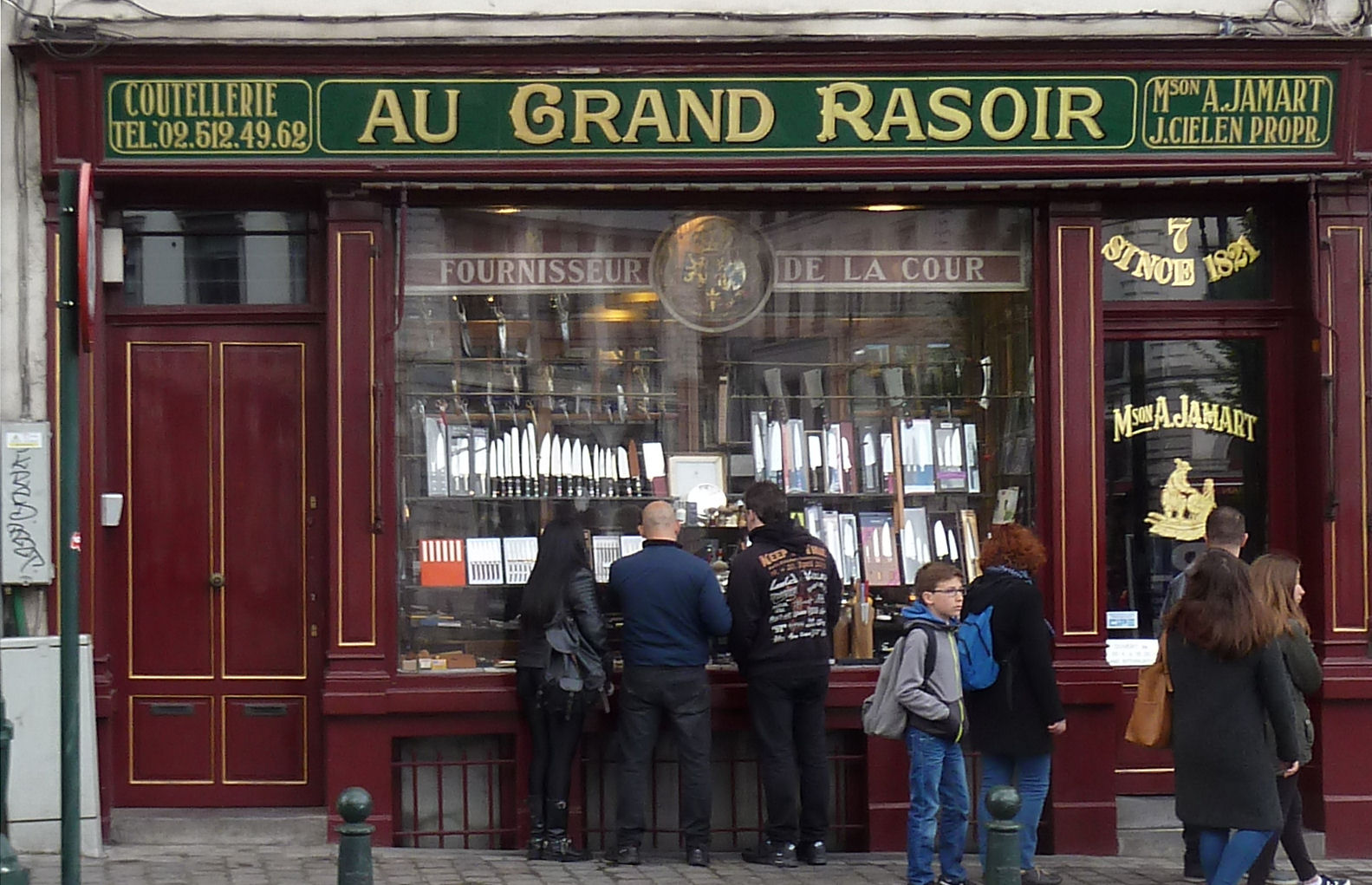
Cửa hàng Au grand Ráoir tại Vương quốc Bỉ

Ở Bỉ, danh hiệu 'Purveyor to the Court' (Tiếng Hà Lan: Gebrevetteerd Hofleverancier van België/Fournisseur breveté de la Cour de Belgique) được cấp cho các doanh nghiệp cung cấp dịch vụ hoặc hàng hóa cho triều đình. Danh sách 'các nhà cung cấp cho Tòa án' được cập nhật hàng năm. Nhà vua tự đưa ra quyết định ai có được danh hiệu hay không.
Một số công ty cung cấp cho hoàng thất bao gồm:
- Armani
- BMW Belgium Luxembourg
- Mercedes-Benz Belgium Luxembourg
- Brussels Airlines
- Neuhaus
- Leonidas
- Godiva
- Jules Destrooper
- Delvaux
- Natan Couture

### Đan Mạch

Các nhà cung cấp cho HM Nữ vương được quyền sử dụng Huy hiệu như một phần tích hợp của tên công ty

Các lệnh bảo đảm của hoàng gia tại Đan Mạch được phân biệt theo lịch sử giữa các nhà cung cấp cho nhà vua hoặc nữ vương nước Đan Mạch. (Tiếng Đan Mạch: Kongelig Hofleverandør). Danh sách các công ty gồm:
- A. Dragsted
- A. Michelsen
- A.C. Perch's Thehandel
- Albani Bryggerierne A/S
- Anker Kysters Eftf.
- Anthon Berg A/S
- ASP-Holmblad A/S
- Bang & Olufsen A/S
- Beauvais
- Bering House of Flowers
- Bing & Grøndahl
- Birger Christensen A/S
- Bisca A/S
- Bon Gout
- Bornholms Konservesfabrik A/S
- C.E. Fritzsche
- C.L. Seifert A/S
- Carl Petersens Blomsterhandel
- Carlsberg A/S
- Castrol A/S
- Celli Freifeldt
- Ceres Bryggerierne A/S
- Co'libri
- Danæg
- Dansukker
- De Danske Spritfabrikker
- Deerhunter
- Den Kongelige Porcelainsfabrik A/S
- ECCO Sko A/S
- egetæpper a/s
- Egmont Holding A/S
- F. Bülow & Co.
- Ford Motor Company A/S
- Galle & Jessen A/S
- Georg Bestle A/S
- Georg Jensen Damask
- Georg Jensen A/S
- Glyngøre Limfjord A/S
- Grundfos
- H. Carstensen Malerforretning
- Hannibal Sander A/S
- Harboes Bryggeri A/S
- Holger Clausens Bolighus
- Holmegaards Glasværker
- Høng Skimmeloste
- IBM Danmark A/S
- Illums Bolighus
- J.C. Hempel's Skibsfarve-Fabrik A/S
- Jacob Kongsbak Lassen
- Jean-Leonard
- Jysk
- Kay Bojesen A/S
- Kelsen Group A/S
- Kjær & Sommerfeldt A/S
- Kongens Bryghus A/S
- Kristian F. Møller
- L & S Signal Textiles A/S
- Lauritz Knudsen A/S
- Le Klint A/S
- LEGO A/S
- Limfjords Østers Kompagniet A/S
- LINDBERG A/S
- M.W. Mørch & Søns Eftf.
- Magasin du Nord
- Morsø Jernstøberi A/S
- Munke Mølle A/S
- Nybo Jensen Konfektion A/S
- Odense Marcipan A/S
- Ole Lynggaard Copenhagen
- Ole Mathiesen A/S
- Oluf Brønnum & Co. A/S
- Peter F. Heering A/S
- P. Hertz
- Peter Justesen Company A/S
- Poulsen Roser A/S
- Raadvad A/S
- Randers Handskefabrik
- Royal Copenhagen
- Royal Greenland A/S
- S. Dyrup & Co A/S
- Schous Beslagsmedie
- Skælskør Frugtplantage A/S
- Skandinavisk Motor Co. A/S
- Sømods Bolcher
- Statoil A/S
- Steff-Houlberg
- Sv. Michelsen Chokolade A/S
- Tapet-Café
- TDC Tele Danmark
- Thiele
- Thor Bryggerierne A/S
- Toms Fabrikker A/S
- Tørsleff & Co. A/S
- Trianon
- Tuborgs Bryggerier A/S
- Tulip Food Company
- Volvo Personvogne Danmark A/S
- Wiibroes Bryggeri A/S
- Xerox A/S
- Århus Possementfabrik A/S

### Hà Lan
Các nhà cung cấp cho Tòa án Hoàng gia Hà Lan: (hofleverancier) được trao cho các doanh nghiệp vừa và nhỏ tồn tại ít nhất 100 năm và có uy tín trong khu vực. Một vài công ty không thực sự cần cung cấp hàng hóa cho tòa án. Tình trạng này được tái tạo cứ sau 25 năm. Hiện tại có ít nhất 387 công ty nắm giữ danh dự này.
Đối với các doanh nghiệp lớn, đa quốc gia và cho các tổ chức phi chính phủ tại Hà Lan, việc sử dụng chỉ định (koninklijke: hoàng gia) có thể được trao: KLM Royal Dutch Airlines, KPN, Royal Dutch Shell, Royal Philips Electronics, and Royal Vopak. Những doanh nghiệp này cũng được phép kết hợp trong logo của hoàng gia.

### Monaco
Sự bảo trợ cao của Hoàng thất Monaco:
- Chocolaterie de Monaco – Công ty Sô-cô-la
- British Theatre Season, Monaco – Nhà hát
- Lexus – Ô tô

### Tây Ban Nha

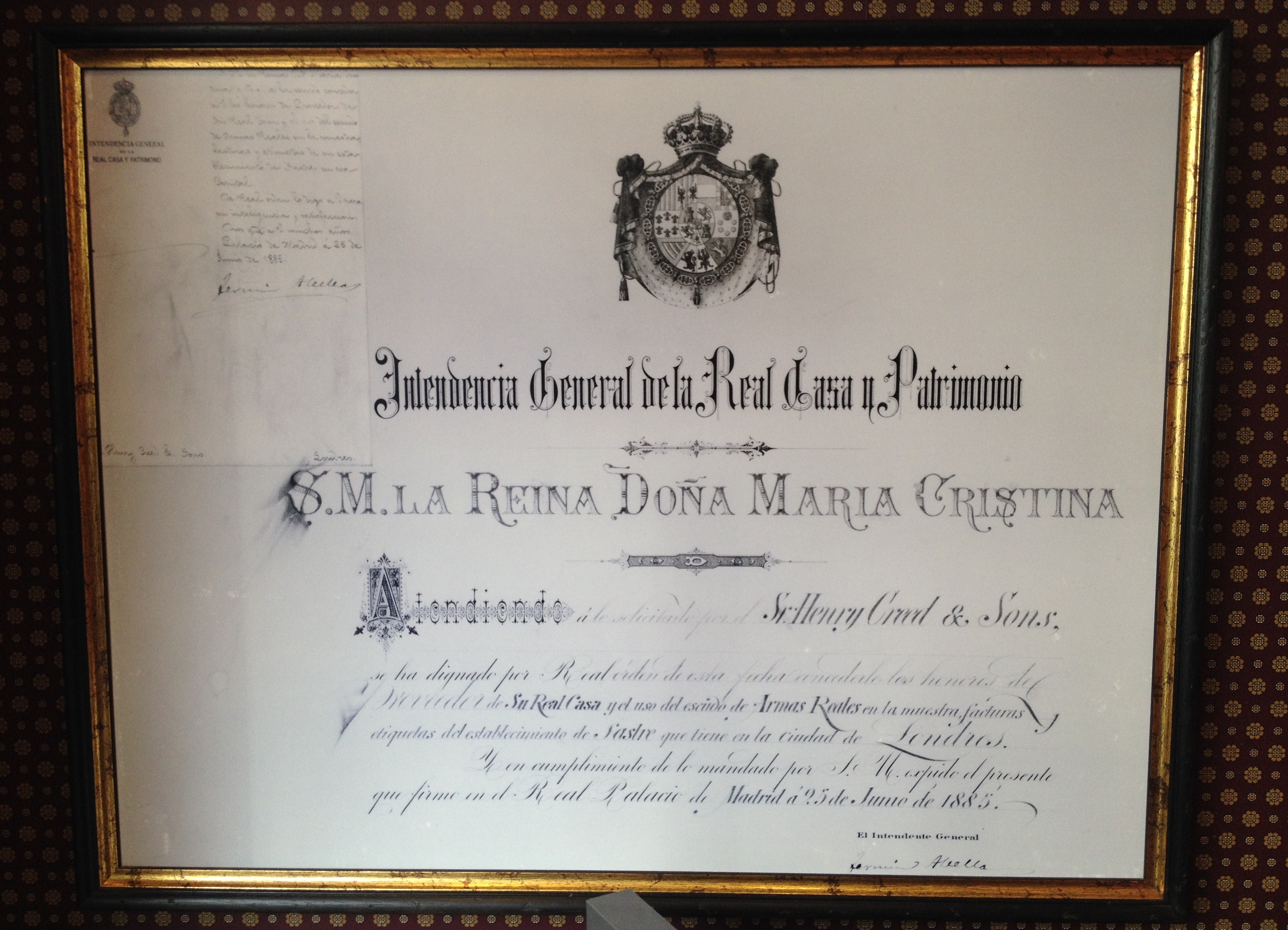
Chứng quyền Hoàng gia Tây Ban Nha cấp cho công ty Henry Creed & Sons

(Tiếng Tây Ban Nha: Proveedores de la Real Casa) Ban hành cho những người cung cấp hàng hóa hoặc dịch vụ cho Quốc vương Tây Ban Nha. Các nhà cung cấp nước ngoài bao gồm 
- Cartier SA
- Charvet Place Vendôme
- Jacob & Josef Kohn
- Steinway & Sons

### Thái Lan
(Tiếng Thái: ตราตั้ง)
Được ban hành dưới danh nghĩa của nhà vua. Số lượng chính xác của người được trao vinh dự không được công khai và một số công ty đã chọn không tiết lộ thông tin đó. Những người có xu hướng các công ty Thái như 
- Bangkok Airways
- Bangkok Bank
- Bệnh viện Bangkok
- Bảo hiểm Deves
- King Power
- Bảo hiểm nhân thọ Muang Thai
- Siam Commercial Bank
- TMB Bank

### Thuỵ Điển
Các nhà cung cấp cho Tòa án Thụy Điển được quyền trưng bày huy hiệu hoàng gia với phương châm Kunglig hovleverantör. Để đủ điều kiện để đảm bảo, chứng quyền phải đến từ tòa án hoàng thất và công ty phải giao hàng hóa hoặc dịch vụ của mình cho tòa án. Chứng quyền thường là cá nhân và thường được trao cho giám đốc điều hành của công ty chứ không phải là chính công ty. Tất cả hàng hóa và dịch vụ được trả tiền bởi tòa án.
- Abba Seafood
- Abu Garcia
- Almanacksförlaget
- Almgrens Sidenväveri
- Amanda Christensen
- Annas Pepparkakor
- Aqua Sport i Stockholm
- Arla Foods
- Arne Heine
- Arvid Nordquist
- Askwalls Gravyr
- Atelier Borgila
- Barnängen (Henkel Norden)
- Björn Axén
- Björnekulla Fruktindustrier
- Björnhammarens Naturprodukter
- Bogesunds Väveri
- Bolin, W.A.
- Borås Wäfveri
- BRIO
- Brämhults Juice
- Bukowski Auktioner
- Bölebyns Garveri
- Calligraphen
- Cecil Grafström
- Cloetta
- Delicato
- Designor
- Dr PersFood
- Duro Sweden
- E-foto i Borgholm
- Ejes Chokladfabrik
- EKA-knivar
- Ekelund
- Ekströms (Procordia Food)
- Elektriska AB Lennström
- EngmoDun
- Engströms Livs
- Express-Tryck
- Fenix Outdoor (Fjällräven etc.)
- Fotograf Ingvar Arnmarker
- Freys
- Friends of Handicraft
- Frödinge Mejeri
- Fällkniven
- Fällmans Kött
- Fjällräven
- Gaudy Stockholm
- Gense
- Gevalia (Mondelēz International)
- Grand Hôtel Stockholm
- Guldfynd
- Gustavsbergs Porslinsfabrik
- Gysinge Centrum för Byggnadsvård
- Göteborgs Kex
- Hedéns Grafiska Konsult
- HL Hemtextil
- Hogia
- Hovboktryckare Arne Heine
- Hultberg Eftr. Ram & Förgyllning
- Husqvarna Group / Klippo
- HV Ateljé
- Hästens
- Iittala / Rörstrand
- IKEA
- Insjöns Väveri
- Interiör Inredningstextil
- Isaksson Porfyr
- J F Nordlöf
- Jyden
- Jämtlands Flyg
- K.A. Almgren Sidenväveri
- Kittys Hattar
- Klippo
- Klässbols linneväveri
- Konditori Bankett
- Kosta Boda
- Kvänum kök
- Lars Kjellander Ordensateljé
- Leif Ljungquist
- Liljeholmens Stearinfabrik
- Lindvalls Kaffe
- Lisa Elmqvist Fiskaffär
- Loka (Spendrups)
- Ludvig Svensson
- Lundhags Skomakarna
- Lundqvist Inredningar
- Lysekils, Bakkavör Sweden
- Läkerol (Cloetta)
- Löfbergs
- Manfred Ädelsmed
- Marabou (chocolate)
- Martin Olsson
- Mats Jonasson Målerås
- Melanders Blommor
- Militär Ekiperings Aktiebolaget
- Mille Notti
- Mustadfors Bruk
- Målerås glasbruk
- Märta Måås-Fjetterström
- Nordiska Flaggfabriken
- Norma Precision
- Nära Kroppen /Palmgrens